# Pont del Gran Belt
El pont del Gran Belt (en danès: Storebæltsforbindelsen) connecta les illes daneses de Selàndia i Fiònia. El pont forma part de tota una estructura d'unió entre aquestes illes, creuant tot l'estret del Gran Belt, amb al voltant de 16 km entre tots dos extrems del pont, i passant per una petita illa denominada Sprogo. El tram penjant, d'1,62 km, conegut com el Pont d'Orient o Pont de l'Est, es troba al centre del tram entre Sprogo i Selàndia. És el tercer pont penjant més llarg del món per darrere del Gran Pont de Akashi Kaikyō i del pont de Xihoumen de la província de Zhejiang a la Xina. Va ser dissenyat per l'estudi d'arquitectura danesa Dissing + Weitling.
El pont va reemplaçar el servei de transbordador o ferry que havia estat el principal mitjà per travessar el Gran Belt durant més de 100 anys. El pont va ser obert al tràfic rodat al juliol de 1998, així com al transport ferroviari, que compta amb doble via. Amb un cost valorat en 21,4 mil milions de corones daneses (preus de 1988), és el major projecte de construcció en la història de Dinamarca. La construcció i manteniment són finançats pels peatges de vehicles i trens. La companyia a/S Storebælt  Sund & Bælt es carrega de l'operació i del manteniment.
El pont ha reduït significativament els temps de viatge: abans el ferry trigava al voltant d'una hora i ara el Gran Belt es pot creuar en uns deu minuts. La construcció del Pont del Gran Belt i del pont de l'Oresund, en conjunt, van permetre la unió del continent europeu amb Suècia i la resta d'Escandinàvia a través de Dinamarca, escurçant en gran manera el camí alternatiu per terra a través de Finlàndia.

## Història
Les idees per a la construcció d'una estructura que connectés les illes van sorgir ja a l'any 1850. L'any 1934, el govern danès va manifestar el seu interès en la construcció d'aquest pont, en 1948 el Ministeri danès de Transports (Transportministeriet) va començar a estudiar les condicions per començar les obres en l'estret. La primera llei que autoritzava la construcció va ser promulgada l'any 1973, però el projecte només va arribar a ser destacat de nou l'any 1978 i novament en 1986. Aprovat oficialment l'any 1987, els treballs van començar l'any següent, 1988.
L'any 1991, el govern de Finlàndia va recórrer davant la Cort Internacional de Justícia, interrompent la construcció en afirmar que el pont danyaria el tràfic marítim en l'estret. Dinamarca i Finlàndia van negociar al voltant de 90 milions de corones daneses perquè el govern finlandès retirés la denúncia i la construcció fos finalment completada.
Durant la construcció, es va informar de 479 accidents de treball, dels quals 53 van ser lesions greus o mortals. Almenys set treballadors van morir com a conseqüència d'accidents relacionats amb el treball.

## Construcció
La construcció de l'enllaç fix es va convertir en el projecte de construcció més gran de la història de Dinamarca. Per connectar Halsskov amb Knudshoved, a 18 quilòmetres a l'oest, s'havia de construir un ferrocarril de dues vies i una autovia de quatre carrils, a través de la petita illa de Sprogø enmig del Gran Belt. El projecte va comptar amb tres parts diferents: el pont de l'Est per al transport per carretera, el túnel de l'Est per al transport ferroviari i el pont de l'Oest per al transport per carretera i ferrocarril. Els treballs de construcció van ser realitzats per Sundlink Contractors, un consorci de Skanska, Hochtief, MT Højgaard | Højgaard i Schultz, que va construir el Pont de l'Oest i MT Højgaard (que va construir la secció de vuit quilòmetres sota el Gran Belt). El treball d'aixecament i col·locació dels elements va ser realitzat per Ballast Nedam mitjançant una grua flotant.

### El Pont de l'Est
Construït entre 1991 i 1998 amb un cost de 950 milions de dòlars nord-americans, El Pont de l'Est (Østbroen) és un pont suspès entre Halsskov i Sprogø. Té 6.790 metres de llarg amb una extensió lliure de 1.624 metres que és la tercera més gran del món, superada només pel Pont Akashi-Kaikyo i el Pont de Xihoumen. El pont d'Akashi-Kaikyo es va obrir dos mesos abans. El pont oriental s'havia previst que es completés a temps per ser el pont més llarg del món, però es va retardar l'obra. L'aclariment vertical per als vaixells és de 65 metres, que significa que el més gros vaixell de creuer del món, un creuer Oasis, només hi pot passar amb la xemeneia plegada.
A 254 metres (833 ft) per sobre del nivell del mar, els dos pilons del pont est són els punts més alts de les estructures autoportants a Dinamarca. Alguns mastelers de ràdio, com el transmissor de Tommerup, són més alts.
Per mantenir els cables principals tensats, es col·loca una estructura d'ancoratge a cada costat de la vorera per sota de la coberta de la carretera. Després de 15 anys, els cables no tenen rovell. Estaven programats per a un treball de pintura de 15 milions de corones daneses, però a causa dels danys estructurals deguts a la corrosió trobats a altres ponts (com el Pont de Forth Road), es va prendre la decisió d'instal·lar un deshumidificador de 70 milions de dkk (corones daneses) amb un sistema per segellar els cables. Dinou pilars de formigó (12 a la part de Zelanda, set de Sprogø), separats 193 metres (633 ft), porten la coberta de carreteres fora de l'abast.

### El Pont de l'Oest
El pont occidental (Vestbroen) és un pont de caixa entre Sprogø i Knudshoved. Té 6,611 metres (21,690 ft) de llarg, i té una habilitació vertical per a naus de 18 metres (59 ft).  És en realitat dos ponts separats: el nord porta el trànsit ferroviari i la part sud el trànsit de carretera. Els pilars dels dos ponts es recolzen en fonaments comuns per sota del nivell del mar. El Pont de l'Oest va ser construït entre 1988 i 1994; la coberta per carretera/ferrocarril consta de 63 seccions, amb el suport de 62 pilars.

### El Túnel de l'Est
Els tubs bessons del Túnel de l'Est (Østtunnelen) tenen una llargada de 80 m. Hi ha 31 túnels connectors entre els dos túnels principals, a intervals de 250 metres (820 ft). L'equip necessari per al funcionament del tren als túnels està instal·lat als túnels de connexió, que també serveixen com a vies d'emergència.
Es van produir retards i excedent de costos en la construcció del túnel. El pla va ser obrir-lo el 1993, donant als trens un avançament de tres anys sobre el trànsit rodat, però el trànsit va començar el 1997 i el trànsit rodat el 1998. Durant la construcció sota el llit del mar un dels túnels es va inundat. L'aigua va continuar augmentant de nivell i va arribar a la fi a Sprogø, on va continuar a l'altre túnel (encara sec). L'aigua va danyar dues de les quatre màquines tuneladores, però cap treballador va resultar ferit. Només es podia assecar els túnels col·locant una capa d'argila al llit del mar. Es van reparar les dues màquines danyades i la major part del túnel es va realitzar des del costat de Sprogø. Les màquines del costat de Zelanda van travessar terreny difícil i van avançar poc. Un dels principals incendis en una de les màquines de Zelanda al juny de 1994 van detenir aquestes unitats i els túnels van ser completats per les dues màquines de Sprogø.

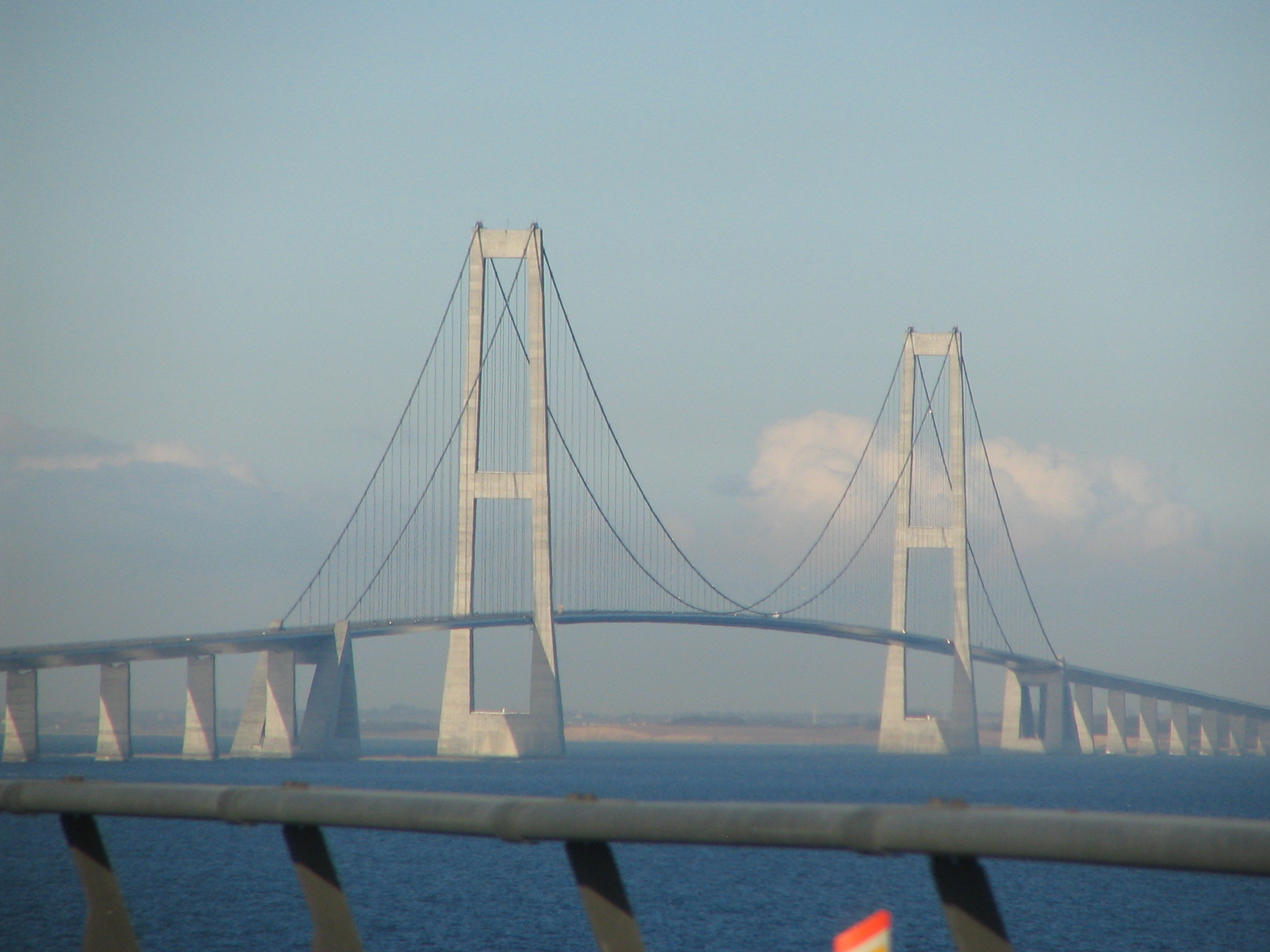
Pont de l'Est, vist des del pont baix.

## Implicacions del trànsit

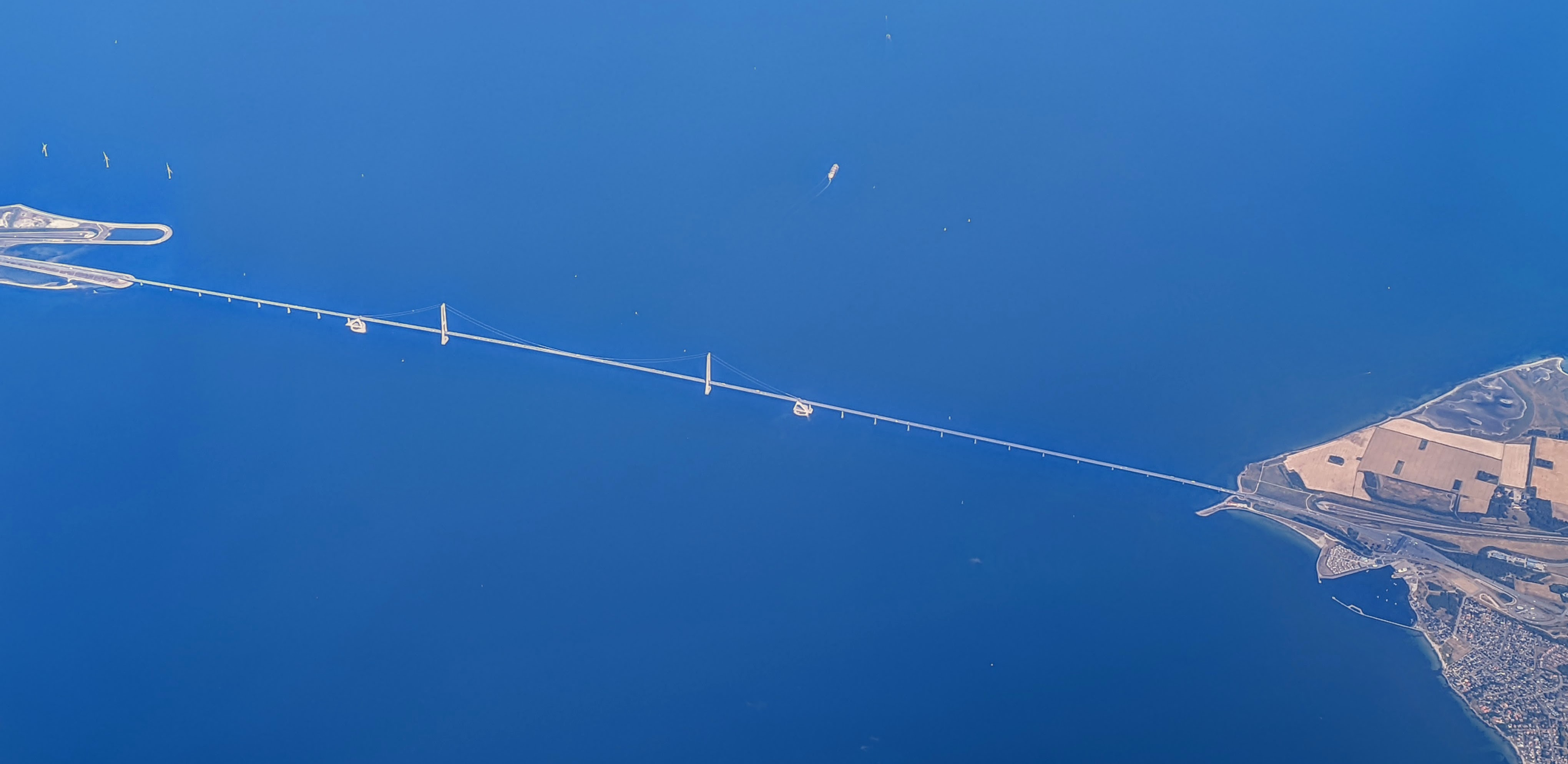
Vista aèria de la part est, amb el Pont Est o Storebæltsbroen

Abans de l'obertura de l'enllaç, una mitjana de 8.000 cotxes feien servir els transbordadors a través del Gran Belt cada dia. El trànsit a través de l'estret va augmentar un 127% durant el primer any després de l'obertura de l'enllaç degut a l'anomenat salt de trànsit: nou trànsit generat per la major facilitat i menor preu de creuar el Gran Belt.
El 2021, una mitjana de 34.100 vehicles van utilitzar l'enllaç cada dia. El 7 d'agost de 2022, un rècord de 61.528 vehicles van passar pel pont en 24 hores. L'augment del trànsit es deu en part al creixement general en part al desviament del volum de trànsit d'altres serveis a través de transbordadors i serveis.
L'enllaç fix ha produït estalvis considerables durant el temps de viatge entre l'est i l'oest de Dinamarca. Anteriorment, es trigava aproximadament 90 minuts de mitjana en creuar el Gran Belt amb cotxe amb transbord amb ferri, inclòs el temps d'espera als ports. Va prendre molt més temps durant els períodes punta, com els caps de setmana i els dies festius. Amb l'obertura de l'enllaç, el trajecte ara és entre 10 i 15 minuts.
Amb tren, l'estalvi de temps també és significatiu. El viatge s'ha reduït en 60 minuts i hi ha molts més seients disponibles perquè es poden afegir més vagons a un tren que no acostumen a cabre en un ferri. La capacitat de seients oferta per DSB al Gran Belt en un dimecres normal ha augmentat d'11.060 seients a 37.490 seients. Els divendres la capacitat de seients supera els 40.000 seients.
Els temps de viatge més curts són: Copenhaguen-Odense 1 hora 15 minuts, Copenhaguen–Aarhus 2 hores 30 minuts, Copenhaguen–Aalborg 3 hores 55 minuts i Copenhaguen&ndash ;Esbjerg 2 hores 35 minuts.
Han cessat els vols entre l'Aeroport de Copenhaguen i el d'Odense, i entre Copenhaguen i l'Esbjerg, i el tren ara té la major quota de mercat entre Copenhaguen i Aarhus.
Juntament amb el Pont d'Øresund i els dos ponts de Petit Belt, l'enllaç proporciona una connexió fixa directa entre Europa continental occidental i el nord d'Escandinàvia, eventualment connectant totes les parts de la Unió Europea excepte Irlanda, Malta, Xipre i les illes perifèriques. La majoria de les persones de Zelanda encara prefereixen prendre el ferri entre Puttgarden i Rødby, ja que és una distància molt més curta i proporciona un descans necessari per a aquells que viatgen llargues distàncies.
Pels trens de càrrega, els enllaços fixos són una gran millora entre Suècia i Alemanya, i entre Suècia i el Regne Unit. El sistema de ferri de Suècia a Alemanya encara s'utilitza en certa manera a causa de la capacitat ferroviària limitada, amb un trànsit pesant de passatgers sobre els ponts i alguns trams de via única al sud de Dinamarca i al nord d'Alemanya.
El Gran Belt va ser utilitzat per trens de passatgers nocturns ara desapareguts entre Copenhaguen i Alemanya, que eren massa llargs per cabre en els transbordadors. Els trens diürns a la ruta Copenhaguen-Hamburg primer van continuar usant els transbordadors Fehmarn Belt, utilitzant trens dièsel curts, però ara també usen la ruta Gran Belt, que potencialment permet l'ús de trens més llargs, augmentant la capacitat.
Per a 2028, s'espera que l'Enllaç fix de Fehmarn estigui complet i gran part del trànsit internacional es desplaci des de l'Enllaç Fix de Gran Belt. Aquesta ruta més directa reduirà el viatge amb tren d'Hamburg a Copenhaguen de 4:45 a 3:30 hores.

### Càrrecs de peatge

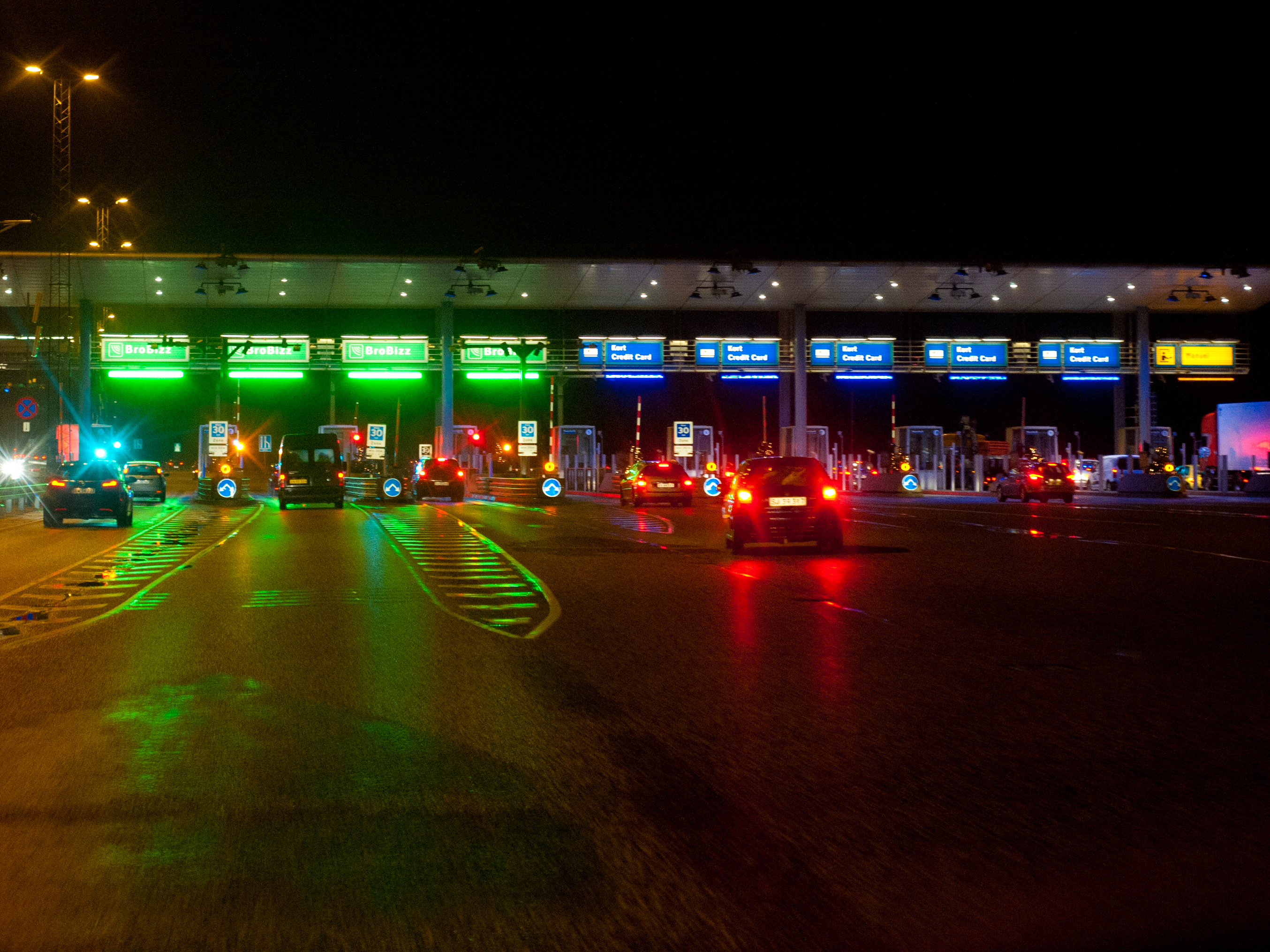
La zona de peatge a la nit. Cada cabina es pot utilitzar per a cobrament de peatge electrònic (cabines verdes), targeta de crèdit (cabines blaves) o pagament manual (cabines grogues), depenent de la càrrega en cada mètode de pagament.

El 2019, els peatges de vehicles van ser:
| Vehicle | Un viatge      | Un dia amb tornada | Notes                                                                                    |
| --- | -------------- | ------------------ | ---------------------------------------------------------------------------------------- |
| Cotxe estàndard | 245 DKK (€35)  | Variable           | Preu amb descompte de 193,80 DKK per utilitzar BroBizz i formar part del Club Storebælt. |
| Motocicleta | 130 DKK (€18)  | (N/A)              | Només motocicletes individuals. Combinacions de remolc cobrades a 245 DKK (€35).         |
| Autocaravanes, 6-10 m | 370 DKK (€52)  | (N/A)              | Pes total fins a 3500 kg. Autocaravanes de més de 3.500 kg cobren 610 DKK (85€).         |
| Autobús turístic, 10-20 m | 965 DKK (€135) | (N/A)              | —                                                                                        |
| En comparació dels trens, la travessia més curta possible del Belt (Nyborg a Korsør): 106 DKK (bitllet estàndard). Butlleta DSB Orange amb descompte des de 25 DKK. |                |                    |                                                                                          |